# Championnat de Tunisie de football 2018-2019
Navigation
Saison précédente Saison suivante
La saison 2018-2019 du championnat de Tunisie de football est la 64e édition de la première division tunisienne à poule unique, la Ligue Professionnelle 1.
Les quatorze meilleurs clubs tunisiens jouent les uns contre les autres à deux reprises durant la saison, à domicile et à l'extérieur. En fin de saison, les deux derniers du classement sont relégués et remplacés par les deux meilleurs clubs de la Ligue Professionnelle 2.
L'Espérance sportive de Tunis est le tenant du titre. Ses principaux adversaires pour la victoire finale sont le Club africain, l'Étoile sportive du Sahel et le Club sportif sfaxien. Les deux premiers du classement se qualifient pour la Ligue des champions de la CAF tandis que le troisième et le quatrième participent à la coupe de la confédération.
| \| CA EST ST CAB ESS USM JSK CSS ESM SG ASG CSHL USBG UST \| Localisation des clubs engagés dans le championnat. |
| CA EST ST CAB ESS USM JSK CSS ESM SG ASG CSHL USBG UST                                                           |

## Participants
Les onze premiers du championnat 2017-2018 ainsi que les trois premiers du championnat de Ligue II 2017-2018 participent à la compétition.
| Club                           | Dernière montée | Classement 2017-2018 | Entraîneur       | Depuis | Stade                         | Capacité théorique | Ville       |
| ------------------------------ | --------------- | -------------------- | ---------------- | ------ | ----------------------------- | ------------------ | ----------- |
| Espérance sportive de Tunis    | 1971            | 1re                  | Mouine Chaabani  | 2018   | Stade olympique de Radès      | 65 000             | Tunis       |
| Club africain                  | 1937            | 2e                   | Victor Zvunka    | 2019   | Stade olympique de Radès      | 65 000             | Tunis       |
| Étoile sportive du Sahel       | 1962            | 3e                   | Roger Lemerre    | 2018   | Stade olympique de Sousse     | 30 000             | Sousse      |
| Club sportif sfaxien           | 1947            | 4e                   | Fethi Jebel      | 2018   | Stade Taïeb-Mehiri            | 22 000             | Sfax        |
| Club athlétique bizertin       | 1990            | 5e                   | Chokri Bejaoui   | 2019   | Stade du 15-Octobre           | 20 000             | Bizerte     |
| Union sportive monastirienne   | 2017            | 6e                   | Lassaad Dridi    | 2018   | Stade Mustapha-Ben-Jannet     | 25 000             | Monastir    |
| Étoile sportive de Métlaoui    | 2013            | 7e                   | Afouène Gharbi   | 2019   | Stade municipal de Métlaoui   | 5 000              | Métlaoui    |
| Jeunesse sportive kairouanaise | 2009            | 8e                   | Sofiene Hidoussi | 2019   | Stade Hamda-Laouani           | 25 000             | Kairouan    |
| Stade tunisien                 | 2017            | 9e                   | Chokri Khatoui   | 2019   | Stade Chedly-Zouiten          | 20 000             | Le Bardo    |
| Avenir sportif de Gabès        | 2016            | 10e                  | Kais Zouaghi     | 2019   | Stade olympique de Gabès      | 15 000             | Gabès       |
| Stade gabésien                 | 2012            | 11e                  | Mourad Okbi      | 2018   | Stade olympique de Gabès      | 15 000             | Gabès       |
| Union sportive de Ben Guerdane | 2015            | 12e                  | Nidhal Khiari    | 2019   | Stade du 7-Mars               | 10 000             | Ben Gardane |
| Club sportif de Hammam Lif     | 2018            | 1er (L2)             | Hatem Missaoui   | 2019   | Stade municipal de Hammam Lif | 8 000              | Hammam Lif  |
| Union sportive de Tataouine    | 2018            | 2e (L2)              | Skander Kasri    | 2018   | Stade Néjib-Khattab           | 5 000              | Tataouine   |

- Ligue des champions de la CAF
- Coupe de la confédération
- Promu de la Ligue II 2017-2018

| Club                        | Entraîneur(s) partant(s) | Motif du départ     | Entraîneur(s) arrivant(s) |
| --------------------------- | ------------------------ | ------------------- | ------------------------- |
| Espérance sportive de Tunis | Khaled Ben Yahia         | Renvoi              | Mouine Chaabani           |
| Club africain               | José Riga                | Renvoi              | Victor Zvunka             |
| Étoile sportive du Sahel    | Georges Leekens          | Consentement mutuel | Roger Lemerre             |
| Club sportif sfaxien        | Ruud Krol                | Consentement mutuel | Fethi Jebel               |
| Club athlétique bizertin    | Montassar Louhichi       | Renvoi              | Chokri Bejaoui            |
| Club sportif de Hammam Lif  | Gérard Buscher           | Renvoi              | Hatem Missaoui            |

## Compétition

### Classement
Le barème de points servant à établir le classement se décompose ainsi :
- Victoire : 3 points
- Match nul : 1 point
- Défaite : 0 point

| Rang | Équipe                 | Pts  | J  | G  | N  | P  | Bp | Bc | Diff |
| ---- | ---------------------- | ---- | -- | -- | -- | -- | -- | -- | ---- |
| 1    | Espérance de Tunis T S | 56   | 26 | 17 | 5  | 4  | 37 | 15 | +22  |
| 2    | Étoile du Sahel        | 54   | 26 | 15 | 9  | 2  | 40 | 17 | +23  |
| 3    | CS Sfax C              | 52   | 26 | 14 | 10 | 2  | 34 | 15 | +19  |
| 4    | US Ben Guerdane        | 38   | 26 | 10 | 8  | 8  | 22 | 21 | +1   |
| 5    | Club africain          | 37   | 26 | 11 | 4  | 11 | 22 | 24 | -2   |
| 6    | CA Bizerte             | 35-3 | 26 | 10 | 8  | 8  | 31 | 27 | +4   |
| 7    | US Monastir            | 31   | 26 | 8  | 7  | 11 | 30 | 30 | 0    |
| 8    | US Tataouine P         | 31   | 26 | 7  | 10 | 9  | 30 | 39 | -9   |
| 9    | ES Métlaoui            | 30   | 26 | 7  | 9  | 10 | 22 | 26 | -4   |
| 10   | Stade tunisien         | 28   | 26 | 7  | 7  | 12 | 27 | 36 | -9   |
| 11   | JS Kairouan            | 26   | 26 | 6  | 8  | 12 | 20 | 32 | -12  |
| 12   | CS Hammam Lif P        | 25   | 26 | 5  | 10 | 11 | 17 | 23 | -6   |
| 13   | Stade gabésien         | 23-3 | 26 | 6  | 8  | 12 | 22 | 30 | -8   |
| 14   | AS Gabès               | 19   | 26 | 4  | 7  | 15 | 23 | 42 | -19  |

Qualifications africaines
- Qualifiés pour la Ligue des champions 2019-2020
- Qualifiés pour la coupe de la confédération 2019-2020
- Qualifié pour la Coupe arabe des clubs champions 2019-2020

Relégation
- 13e et 14e : Relégué en Ligue II

Abréviations
- T : Tenant du titre
- C : Vainqueur de la coupe de Tunisie 2019
- S : Vainqueur de la Supercoupe de Tunisie 2017-2018
- P : Promus de Ligue II 2017-2018
- -3 : Point(s) de pénalité reçu(s)

La FIFA retire trois points au Stade gabésien à la suite du non-respect du délai de paiement d'un titre de prime de formation, et au Club athlétique bizertin à la suite du non-règlement d'un titre de prime de formation.

### Résultats
| Résultats (▼dom., ►ext.)                                   | EST | CA  | ESS | CSS | CAB | USMO | ESM | JSK | ST  | ASG | SG  | USBG | CSHL | UST |
| EST                                                        |     | 2-1 | 0-0 | 2-1 | 1-2 | 1-0  | 1-1 | 4-0 | 1-1 | 3-0 | 2-0 | 2-0  | 1-0  | 2-0 |
| CA                                                         | 2-1 |     | 0-1 | 0-2 | 0-2 | 1-0  | 3-1 | 1-0 | 1-4 | 2-1 | 1-0 | 0-1  | 1-0  | 2-0 |
| ESS                                                        | 0-0 | 2-0 |     | 1-1 | 1-1 | 5-3  | 1-0 | 3-0 | 4-1 | 4-3 | 2-1 | 0-0  | 2-1  | 3-1 |
| CSS                                                        | 2-0 | 2-0 | 0-0 |     | 1-1 | 0-3  | 2-0 | 1-0 | 3-1 | 3-0 | 1-0 | 2-0  | 0-0  | 2-1 |
| CAB                                                        | 2-2 | 1-2 | 0-1 | 1-1 |     | 3-1  | 1-1 | 1-0 | 2-0 | 1-0 | 2-1 | 1-0  | 3-2  | 1-2 |
| USMO                                                       | 0-1 | 0-0 | 0-1 | 0-1 | 1-0 |      | 0-2 | 1-1 | 1-2 | 3-1 | 0-2 | 1-1  | 1-2  | 4-0 |
| ESM                                                        | 1-1 | 1-0 | 0-0 | 0-2 | 1-1 | 2-0  |     | 1-0 | 1-2 | 1-0 | 0-1 | 1-0  | 1-1  | 3-1 |
| JSK                                                        | 0-2 | 0-2 | 0-2 | 1-1 | 1-0 | 1-2  | 0-0 |     | 1-0 | 2-1 | 1-1 | 2-0  | 0-0  | 0-1 |
| ST                                                         | 1-2 | 0-0 | 0-2 | 0-0 | 3-0 | 0-2  | 1-1 | 1-2 |     | 3-1 | 1-0 | 0-3  | 1-0  | 0-0 |
| ASG                                                        | 0-1 | 2-0 | 3-1 | 1-2 | 0-2 | 0-0  | 2-1 | 3-3 | 1-1 |     | 0-2 | 2-1  | 0-0  | 1-1 |
| SG                                                         | 0-1 | 1-0 | 2-2 | 1-3 | 1-1 | 0-0  | 0-0 | 0-2 | 2-1 | 2-0 |     | 1-0  | 1-1  | 4-3 |
| USBG                                                       | 1-0 | 1-1 | 0-2 | 1-1 | 1-0 | 1-1  | 1-0 | 1-0 | 1-0 | 2-1 | 0-0 |      | 1-0  | 2-2 |
| CSHL                                                       | 0-2 | 0-0 | 0-1 | 0-0 | 1-0 | 0-1  | 1-1 | 1-1 | 3-1 | 1-1 | 1-0 | 1-0  |      | 1-2 |
| UST                                                        | 0-1 | 0-2 | 0-0 | 1-1 | 1-1 | 1-1  | 3-1 | 2-2 | 2-2 | 2-1 | 2-1 | 1-1  | 1-0  |     |
| - Victoire à domicile - Match nul - Victoire à l'extérieur |     |     |     |     |     |      |     |     |     |     |     |      |      |     |

### Domicile et extérieur
Voici le classement des performances des équipes, respectivement à domicile et à l'extérieur.
| Rang | Équipe          | Pts | J  | G | N | P | Bp | Bc | Diff |
| ---- | --------------- | --- | -- | - | - | - | -- | -- | ---- |
| 1    | ES Sahel        | 31  | 13 | 9 | 4 | 0 | 27 | 9  | +18  |
| 2    | ES Tunis        | 30  | 13 | 9 | 3 | 1 | 22 | 6  | +16  |
| 3    | CS Sfax         | 31  | 13 | 9 | 3 | 1 | 19 | 6  | +13  |
| 4    | US Ben Guerdane | 26  | 13 | 7 | 5 | 1 | 13 | 8  | +5   |
| 5    | CA Bizerte      | 24  | 13 | 7 | 3 | 3 | 19 | 13 | +6   |
| 6    | Club africain   | 24  | 13 | 8 | 0 | 5 | 14 | 12 | +2   |
| 7    | ES Métlaoui     | 21  | 13 | 6 | 3 | 4 | 13 | 10 | +3   |
| 8    | US Tataouine    | 19  | 13 | 4 | 7 | 2 | 16 | 14 | +2   |
| 9    | CS Hammam Lif   | 17  | 13 | 4 | 5 | 4 | 10 | 10 | 0    |
| 10   | AS Gabès        | 17  | 13 | 4 | 5 | 4 | 15 | 15 | 0    |
| 11   | Stade tunisien  | 16  | 13 | 4 | 4 | 5 | 15 | 15 | 0    |
| 12   | JS Kairouan     | 16  | 13 | 4 | 4 | 5 | 9  | 12 | -3   |
| 13   | US Monastir     | 15  | 13 | 4 | 3 | 6 | 16 | 15 | +1   |
| 14   | Stade gabésien  | 15  | 13 | 3 | 6 | 4 | 13 | 17 | -4   |

| Rang | Équipe          | Pts | J  | G | N | P  | Bp | Bc | Diff |
| ---- | --------------- | --- | -- | - | - | -- | -- | -- | ---- |
| 1    | ES Tunis        | 29  | 13 | 8 | 2 | 3  | 15 | 9  | +6   |
| 2    | ES Sahel        | 23  | 13 | 6 | 5 | 2  | 13 | 8  | +5   |
| 3    | CS Sfax         | 22  | 13 | 5 | 7 | 1  | 15 | 9  | +6   |
| 4    | US Monastir     | 16  | 13 | 4 | 4 | 5  | 14 | 15 | -1   |
| 5    | CA Bizerte      | 14  | 13 | 3 | 5 | 5  | 12 | 14 | -2   |
| 6    | Club africain   | 13  | 13 | 3 | 4 | 6  | 8  | 12 | -4   |
| 7    | US Ben Guerdane | 12  | 13 | 3 | 3 | 7  | 9  | 13 | -4   |
| 8    | Stade tunisien  | 12  | 13 | 3 | 3 | 7  | 16 | 23 | -7   |
| 9    | US Tataouine    | 12  | 13 | 3 | 3 | 7  | 14 | 25 | -11  |
| 10   | Stade gabésien  | 11  | 13 | 3 | 2 | 8  | 9  | 13 | -4   |
| 11   | JS Kairouan     | 10  | 13 | 2 | 4 | 7  | 11 | 20 | -9   |
| 12   | ES Métlaoui     | 9   | 13 | 1 | 6 | 6  | 9  | 16 | -7   |
| 13   | CS Hammam Lif   | 8   | 13 | 1 | 5 | 7  | 7  | 13 | -6   |
| 14   | AS Gabès        | 2   | 13 | 0 | 2 | 11 | 8  | 27 | -19  |

### Buts marqués par journée
Ce graphique représente le nombre de buts marqués lors de chaque journée, pour un total de 377 buts en 26 journées (soit 14,50 par journée et 2,07 par match) :

### Meilleurs buteurs
| Rang | Joueur                | Club          | Buts |
| ---- | --------------------- | ------------- | ---- |
| 1    | Taha Yassine Khenissi | ES Tunis      | 10   |
| 1    | Firas Chaouat         | CS Sfax       | 10   |
| 3    | Yassine Chamakhi      | Club africain | 9    |
| 3    | Ismaël Diakité        | US Tataouine  | 9    |
| 5    | Rafik Kabou           | US Monastir   | 7    |

### Meilleurs passeurs
| Rang | Joueur              | Club        | Passes |
| ---- | ------------------- | ----------- | ------ |
| 1    | Elyès Jlassi        | US Monastir | 7      |
| 2    | Youcef Belaïli      | ES Tunis    | 6      |
| 2    | Firas Belarbi       | ES Sahel    | 6      |
| 4    | Ibrahim Ouattara    | CA Bizerte  | 5      |
| 4    | Mohamed Habib Yeken | CA Bizerte  | 5      |

### Meilleures affluences de la saison
| Rang | Match                 | Journée | Date             | Affluence |
| ---- | --------------------- | ------- | ---------------- | --------- |
| 1    | ES Tunis - CS Sfax    | J19     | 13 mars 2019     | 35 000    |
| 2    | ES Tunis - ES Sahel   | J10     | 28 novembre 2018 | 32 000    |
| 3    | ES Sahel - CS Sfax    | J12     | 2 décembre 2018  | 22 000    |
| 4    | CS Sfax - ES Tunis    | J6      | 7 octobre 2018   | 19 000    |
| 5    | CA Bizerte - ES Tunis | J24     | 24 janvier 2019  | 18 000    |

## Statistiques
- Meilleure attaque : Étoile sportive du Sahel (40 buts marqués)
- Meilleure défense : Espérance sportive de Tunis et Club sportif sfaxien (15 buts encaissés)
- Premier but de la saison : Elyès Jlassi (  17e) pour le Stade tunisien contre l'Union sportive monastirienne (2-1), le 18 août 2018
- Dernier but de la saison : Aymen Sfaxi (  93e) pour le Stade tunisien contre le Club sportif de Hammam Lif (1-3), le 15 juin 2019
- Premier but contre son camp :
- Premier doublé : Amine Chermiti (  13e   36e) pour l'Étoile sportive du Sahel contre le Jeunesse sportive kairouanaise (3-0), le 22 août 2018
- Premier triplé : Rafik Kabou (  17e   45e   58e) pour l'Union sportive monastirienne contre le Club sportif sfaxien (3-0), le 17 avril 2019
- But le plus rapide d'une rencontre :
- But le plus tardif d'une rencontre :
- Journée de championnat la plus riche en buts : 4e journée (29 buts)
- Journée de championnat la plus pauvre en buts : 9e journée (5 buts)
- Nombre de buts inscrits durant la saison : 377 buts
- Plus grand nombre de buts dans une rencontre : 7 buts
  - 4-3 lors du match Stade gabésien - Union sportive de Tataouine, le 26 mai 2019
- Plus large victoire à domicile :
- Plus large victoire à l'extérieur :
- Plus grand nombre de buts en une mi-temps :
- Plus grand nombre de buts dans une rencontre par un joueur :
- Coup du chapeau le plus rapide : Rafik Kabou (  17e   45e   58e) pour l'Union sportive monastirienne contre le Club sportif sfaxien (3-0), le 17 avril 2019
- Coups du chapeau de la saison : Rafik Kabou (  17e   45e   58e) pour l'Union sportive monastirienne contre le Club sportif sfaxien (3-0), le 17 avril 2019
- Plus grande série de victoires :
- Plus grande série de défaites :
- Plus grande série de matchs sans défaite :
- Plus grande série de matchs sans victoire :
- Plus grande série de matchs avec au moins un but marqué :
- Plus grande série de matchs sans but marqué :
- Plus grand nombre de spectateurs dans une rencontre :
- Plus petit nombre de spectateurs dans une rencontre :
- Champion d'automne : Espérance sportive de Tunis
- Champion : Espérance sportive de Tunis

## Bilan de la saison
| Championnat de Tunisie de football 2018-2019                        |                                         |
| Champion                                                            | Espérance sportive de Tunis (29e titre) |
| Qualifications continentales                                        |                                         |
| Ligue des champions de la CAF 2019-2020                             | Espérance sportive de Tunis             |
| Ligue des champions de la CAF 2019-2020                             | Étoile sportive du Sahel                |
| Coupe de la confédération 2019-2020                                 | Club sportif sfaxien                    |
| Coupe de la confédération 2019-2020                                 | Union sportive de Ben Guerdane          |
| Promotions et relégations                                           |                                         |
| Promus en Championnat de Tunisie de football                        | Avenir sportif de Soliman               |
| Promus en Championnat de Tunisie de football                        | Croissant sportif chebbien              |
| Relégués en Championnat de Tunisie de football de deuxième division | Avenir sportif de Gabès                 |
| Relégués en Championnat de Tunisie de football de deuxième division | Stade gabésien                          |

## Parcours en coupe d'Afrique
Le parcours des clubs tunisiens en coupe d'Afrique permet de déterminer le coefficient de la Confédération africaine de football, et donc le nombre de clubs tunisiens présents en coupe d'Afrique les années suivantes.
| Club               | Compétition               | Résultat         | Ultime(s) adversaire(s) | Ultime(s) adversaire(s) | Ultime(s) adversaire(s) |
| ------------------ | ------------------------- | ---------------- | ----------------------- | ----------------------- | ----------------------- |
| Espérance de Tunis | Ligue des champions       | Champion         | Wydad AC                | Wydad AC                | Wydad AC                |
| Club africain      | Ligue des champions       | Phase de groupes | TP Mazembe              | CS Constantine          | Ismaily SC              |
| ES Sahel           | Coupe de la confédération | Demi-finale      | Zamalek SC              | Zamalek SC              | Zamalek SC              |
| CS Sfax            | Coupe de la confédération | Demi-finale      | RS Berkane              | RS Berkane              | RS Berkane              |

## Parcours en coupe arabe des clubs champions
Quatre clubs tunisiens ont participé cette saison à la coupe arabe des clubs champions et le résultat de leurs parcours est le suivant :
| Club               | Résultat               | Ultime(s) adversaire(s) | Ultime(s) adversaire(s) | Ultime(s) adversaire(s) |
| ------------------ | ---------------------- | ----------------------- | ----------------------- | ----------------------- |
| ES Sahel           | Champion               | Al-Hilal                | Al-Hilal                | Al-Hilal                |
| CS Sfax            | 1/16 de finale         | Al-Naft Bagdad          | Al-Naft Bagdad          | Al-Naft Bagdad          |
| Espérance de Tunis | 1/16 de finale         | Ittihad Alexandrie      | Ittihad Alexandrie      | Ittihad Alexandrie      |
| Club africain      | Phase de qualification | Nejmeh SC               | ASAC Concorde           | Al-Faisaly              |